# 特里亚卡斯特拉
特里亚卡斯特拉，是西班牙加利西亚自治区卢戈省的一个市镇。 总面积51平方公里，总人口873人（2001年），人口密度17人/平方公里。